# 白金未桜
白金 未桜（しらかね みお、2005年11月23日 - ）は、兵庫県神戸市出身の日本の柔道選手。階級は57kg級。身長155㎝。組み手は右組み。血液型O型。得意技は袖釣込腰。兄は60㎏級の白金宏都。

## 経歴
柔道は3歳の時に蟻クラブで始めた。夙川中学2年の時に全国中学校柔道大会40㎏級で優勝した。3年の時に佐久長聖中学へ転向した。佐久長聖高校2年の時にインターハイと全日本ジュニア57㎏級で2位になった。全国高校選手権では3位だった。3年の時にはインターハイで2位、全日本ジュニアで3位だった。
2024年に筑波大学へ進学すると、1年の時には全日本ジュニアの決勝で福岡大学3年の大野萌亜を破って優勝した。世界ジュニアの個人戦では2回戦で敗れたが、団体戦で優勝した。2年の時には全日本選手権に出場すると、3回戦で78㎏級の選手であるパーク24の和田梨乃子を有効、準々決勝で70㎏級の選手であるJR東日本の寺田宇多菜を2－1の判定で破るなどして決勝まで進むも、78㎏級の選手である大阪府警の田中伶奈に大外刈で敗れたが、57㎏級の選手ながら体重無差別で争われる今大会で2位となった。優勝大会では3位だった。
IJF世界ランキングは84ポイント獲得で165位(25/6/30現在)。

## 戦績
- 2019年 - 全国中学校柔道大会 優勝(40㎏級)
- 2022年 - インターハイ 2位
- 2022年 - 全日本ジュニア 2位
- 2023年 - 全国高校選手権 3位
- 2023年 - フランスジュニア国際 優勝
- 2023年 - インターハイ 2位
- 2023年 - 全日本ジュニア 3位
- 2023年 - 講道館杯 5位
- 2024年 - ベルギー国際ジュニアの部 3位 シニアの部 優勝
- 2024年 - 全日本ジュニア 優勝
- 2024年 - 世界ジュニア団体戦 優勝
- 2024年 - 講道館杯 5位
- 2025年 - 全日本選手権 2位
- 2025年 - 優勝大会 3位

(出典)